# Microblepsis cupreogrisea
Microblepsis cupreogrisea är en fjärilsart som beskrevs av George Francis Hampson 1895. Microblepsis cupreogrisea ingår i släktet Microblepsis och familjen sikelvingar. Inga underarter finns listade i Catalogue of Life.